# Спорт в Австрії

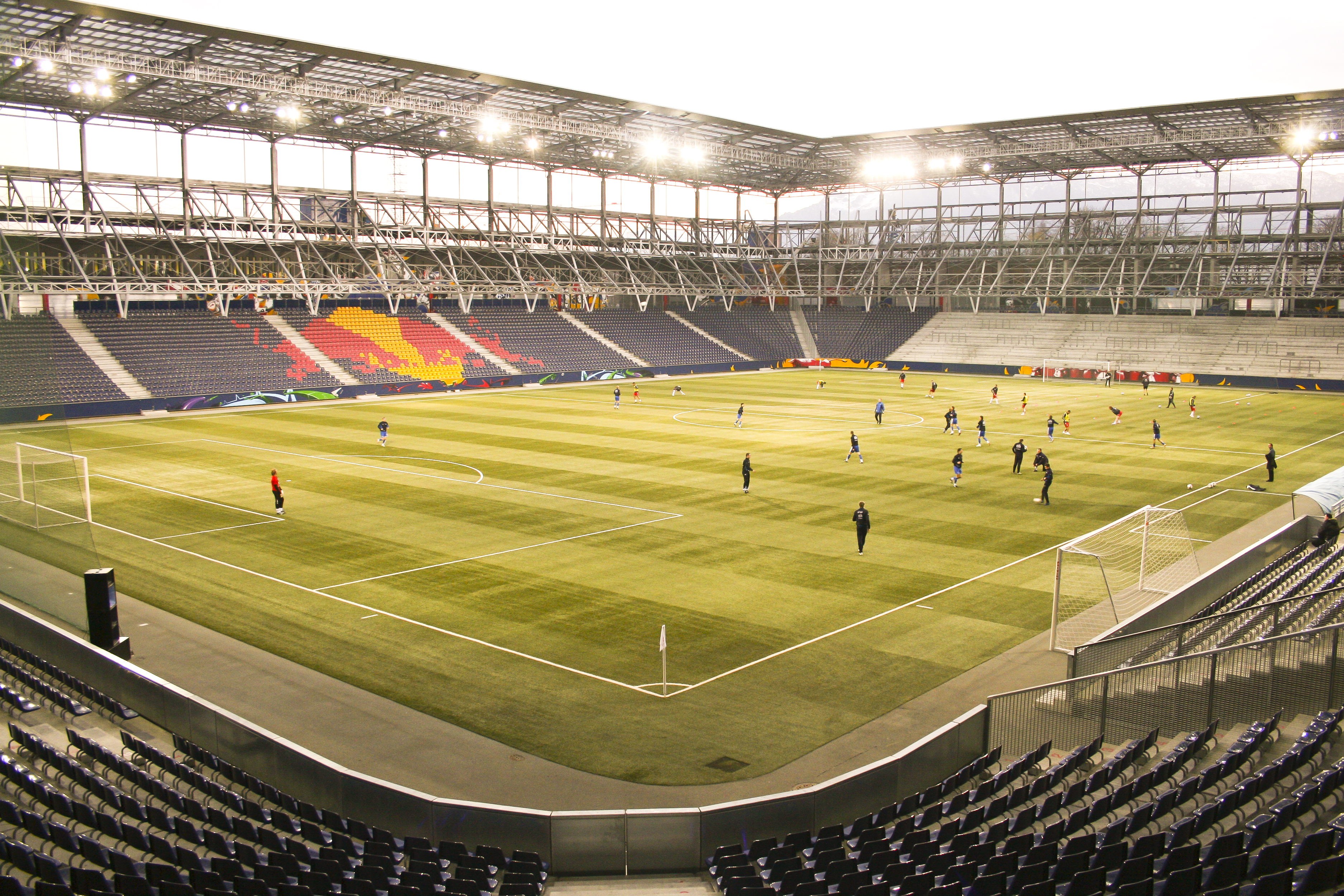
Ред Булл Арена (Зальцбург)

Спорт в Австрії відіграє важливу роль у культурному та соціальному житті країни. Австрійці активно займаються різними видами спорту, як на професійному, так і на аматорському рівнях. 

## Історія спорту в Австрії
Спортивні традиції Австрії мають глибоке коріння. На початку XX століття Відень став центром розвитку різних видів спорту, включаючи футбол, легку атлетику та гімнастику. У цей період спорт сприяв соціальній інтеграції та національній ідентичності.

## Організація спорту
В Австрії спорт регулюється на федеральному рівні, але значна частина ініціатив реалізується в дев'яти федеральних землях, кожна з яких має власні спортивні закони та регулювання.

## Популярні види спорту

### Футбол
Футбол є найпопулярнішим видом спорту в Австрії. Національна футбольна команда Австрії бере участь у міжнародних турнірах, а Австрійська Бундесліга є найвищим дивізіоном у країні.

### Лижний спорт
Завдяки гірському рельєфу країни, зимові види спорту, особливо гірськолижний спорт, надзвичайно популярні серед австрійців. Країна відома своїми лижними курортами, такими як Ішгль, Санкт-Антон та Кіцбюель.

### Теніс
Теніс також має значну популярність в Австрії. Серед відомих австрійських тенісистів – Домінік Тім, який досяг успіхів на міжнародній арені.

### Велоспорт
Велоспорт є поширеним способом активного відпочинку та спорту серед австрійців, зважаючи на мальовничі ландшафти та розвинену інфраструктуру для велосипедистів.

### Інші види спорту
Окрім вищезгаданих, в Австрії популярні такі види спорту, як Баскетбол, Волейбол, Гандбол та Американський футбол. Австрійська футбольна ліга (AFL) вважається однією з найкращих у Європі.

## Спортивна інфраструктура
Станом на 2023 рік, в Австрії налічується понад 21 000 підприємств, пов'язаних з відпочинком та спортом, що свідчить про розвинену інфраструктуру для занять різними видами спорту.

## Фізична активність населення
Згідно з даними 2023 року, значна частина австрійців бере участь у спортивних заходах та є членами спортивних асоціацій.

## Спортивні досягнення
Австрійські спортсмени досягли значних успіхів на міжнародній арені, особливо в зимових видах спорту. Країна відома своїми чемпіонами в гірськолижному спорті, таких як Марсель Гіршер.

## Спорт і туризм
Спортивний туризм є важливою складовою економіки Австрії. Гірськолижні курорти, такі як ті, що входять до регіону SkiWelt, приваблюють туристів завдяки екологічно чистим ініціативам та високоякісній інфраструктурі.